# Crelan-Euphony/2013
Deze pagina geeft een overzicht van de Crelan-Euphony-wielerploeg in 2013. Vroeger bestond dit team onder de naam Landbouwkrediet. Het team is dit seizoen een van de professionele continentale wielerploegen.

## Algemene gegevens
Sponsors: Crelan, Euphony, JustFit, Touring, Colnago, Mazda, Tönnisteiner, Saxon, Shimano
Algemeen manager: Gérard Bulens
Ploegleider: Jozef De Bilde, Marcel Omloop, Marco Saligari, Gino Verhasselt
Fietsmerk: Colnago
Kledij: Vermarc

## Renners
| Naam                | Geboortedatum | Nationaliteit | Ploeg 2012                         |
| ------------------- | ------------- | ------------- | ---------------------------------- |
| Frédéric Amorison   | 16-02-1978    | België        |                                    |
| Vincent Baestaens   | 18-06-1989    | België        |                                    |
| Koen Barbé          | 20-01-1981    | België        |                                    |
| Jonathan Breyne     | 04-01-1991    | België        |                                    |
| Joeri Bueken        | 03-01-1991    | België        |                                    |
| Kevin Claeys        | 26-03-1988    | België        |                                    |
| Sebastien Delfosse  | 29-11-1982    | België        |                                    |
| Gilles Devillers    | 12-02-1985    | België        |                                    |
| Reinier Honig       | 28-10-1983    | Nederland     |                                    |
| Kurt Hovelijnck     | 02-06-1981    | België        |                                    |
| Egidijus Juodvalkis | 08-04-1988    | Litouwen      |                                    |
| Sven Nys            | 17-06-1976    | België        |                                    |
| Kevin Peeters       | 05-02-1987    | België        |                                    |
| Baptiste Planckaert | 28-09-1988    | België        |                                    |
| Christophe Prémont  | 22-11-1989    | België        | Wallonie Bruxelles-Crédit Agricole |
| Joeri Stallaert     | 25-01-1991    | België        |                                    |
| Stijn Steels        | 21-08-1989    | België        | Elite 2                            |
| Klaas Sys           | 30-11-1986    | België        | Bridgestone Anchor                 |
| Pieter Vanherck     | 08-09-1991    | België        | Jong Vlaanderen-Bauknecht          |
| Sven Vanthourenhout | 14-01-1981    | België        |                                    |
| Maxime Vantomme     | 08-03-1986    | België        | Katusha Team                       |
| Stagiairs           |               |               |                                    |
| Frans Claes         | 26-08-1983    | België        |                                    |
| Tom David           | 31-03-1990    | Nieuw-Zeeland |                                    |
| Kevin Verwaest      | 06-01-1989    | België        |                                    |

## Belangrijke overwinningen

### Veldrijden/MTB
| WK veldrijden Louisville Sven Nys Superprestige Hoogstraten Sven Nys Grote Prijs Stad Eeklo Sven Nys Kleicross Lebbeke Sven Nys |

### Weg
| Circuit de Wallonie Winnaar: Sébastien Delfosse Ronde van Keulen Winnaar: Sébastien Delfosse Kustpijl Winnaar: Egidijus Juodvalkis |

1992 · 1993 · 1994 · 1995 · 1996 · 1997 · 1998 · 1999 · 2000 · 2001 · 2002 · 2003 · 2004 · 2005 · 2006 · 2007 · 2008 · 2009 · 2010 · 2011 · 2012 · 2013 · 2014